# Nampista auriventris
Nampista auriventris is een insect uit de familie van de Mantispidae, die tot de orde netvleugeligen (Neuroptera) behoort. 
Nampista auriventris is voor het eerst wetenschappelijk beschreven door Guérin-Méneville in 1838.